# Wyścig Belgii WTCC 2014
Wyścig Belgii WTCC 2014 – siódma runda World Touring Car Championship w sezonie 2014. Rozegrała się w dniach 20-22 czerwca 2014 w Stavelot na torze Circuit de Spa-Francorchamps.

## Lista startowa
| Nr | Kierowca             | Zespół                               | Samochód                | Opony |
| -- | -------------------- | ------------------------------------ | ----------------------- | ----- |
| 1  | Yvan Muller          | Citroën Total WTCC                   | Citroën C-Elysée WTCC   | Y     |
| 2  | Gabriele Tarquini    | Castrol Honda World Touring Car Team | Honda Civic WTCC        | Y     |
| 3  | Tom Chilton          | ROAL Motorsport                      | Chevrolet RML Cruze TC1 | Y     |
| 4  | Tom Coronel          | ROAL Motorsport                      | Chevrolet RML Cruze TC1 | Y     |
| 5  | Norbert Michelisz    | Zengő Motorsport                     | Honda Civic WTCC        | Y     |
| 6  | Franz Engstler       | Liqui Moly Team Engstler             | BMW 320 TC              | Y     |
| 7  | Hugo Valente         | Campos Racing                        | Chevrolet RML Cruze TC1 | Y     |
| 8  | Pasquale Di Sabatino | Liqui Moly Team Engstler             | BMW 320 TC              | Y     |
| 9  | Sébastien Loeb       | Citroën Total WTCC                   | Citroën C-Elysée WTCC   | Y     |
| 10 | Gianni Morbidelli    | ALL–INKL.COM Münnich Motorsport      | Chevrolet RML Cruze TC1 | Y     |
| 11 | James Thompson       | Lada Sport Lukoil                    | Łada Granta 1.6T        | Y     |
| 12 | Robert Huff          | Lada Sport Lukoil                    | Łada Granta 1.6T        | Y     |
| 14 | Michaił Kozłowski    | Lada Sport Lukoil                    | Łada Granta 1.6T        | Y     |
| 18 | Tiago Monteiro       | Castrol Honda World Touring Car Team | Honda Civic WTCC        | Y     |
| 25 | Mehdi Bennani        | Proteam Racing                       | Honda Civic WTCC        | Y     |
| 27 | John Filippi         | Campos Racing                        | SEAT León WTCC          | Y     |
| 33 | Ma Qinghua           | Citroën Total WTCC                   | Citroën C-Elysée WTCC   | Y     |
| 37 | José María López     | Citroën Total WTCC                   | Citroën C-Elysée WTCC   | Y     |
| 55 | Norbert Nagy         | Campos Racing                        | SEAT León WTCC          | Y     |
| 77 | René Münnich         | ALL–INKL.COM Münnich Motorsport      | Chevrolet RML Cruze TC1 | Y     |
| 98 | Dušan Borković       | NIS Petrol by Campos Racing          | Chevrolet RML Cruze TC1 | Y     |
| Nr | Kierowca             | Zespół                               | Samochód                | Opony |

## Wyniki

### I Sesja treningowa
| Nr | Kierowca         | Konstruktor        | Czas     | Okr. |
| -- | ---------------- | ------------------ | -------- | ---- |
| 37 | José María López | Citroën Total WTCC | 2:24,350 | 3    |

### II Sesja treningowa
| Nr | Kierowca         | Konstruktor        | Czas     | Okr. |
| -- | ---------------- | ------------------ | -------- | ---- |
| 37 | José María López | Citroën Total WTCC | 2:24,561 | 8    |

### Kwalifikacje
Źródło: fiawtcc.com
| Poz. | Nr | Kierowca             | Konstruktor                 | Q1       | Q2       | Q3       | Poz. s. |
| --- | --- | -------------------- | --------------------------- | -------- | -------- | -------- | ------- |
| 1 | 1 | Yvan Muller          | Citroën Total WTCC          | 2:23,880 | 2:23,711 | 2:23,497 | 1       |
| 2 | 9 | Sébastien Loeb       | Citroën Total WTCC          | 2:24,311 | 2:23,867 | 2:23,643 | 2       |
| 3 | 37 | José María López     | Citroën Total WTCC          | 2:23,996 | 2:23,204 | 2:23,688 | 3       |
| 4 | 7 | Hugo Valente         | Campos Racing               | 2:25,023 | 2:24,512 | 2:24,646 | 4       |
| 5 | 2 | Gabriele Tarquini    | Castrol Honda WTCC          | 2:25,162 | 2:25,147 | 2:25,034 | 5       |
| 6 | 18 | Tiago Monteiro       | Castrol Honda WTCC          | 2:25,803 | 2:25,165 | –        | 10      |
| 7 | 5 | Norbert Michelisz    | Zengő Motorsport            | 2:25,839 | 2:25,333 | –        | 6       |
| 8 | 4 | Tom Coronel          | ROAL Motorsport             | 2:25,811 | 2:25,351 | –        | 7       |
| 9 | 25 | Mehdi Bennani        | Proteam Racing              | 2:25,957 | 2:25,549 | –        | 8       |
| 10 | 10 | Gianni Morbidelli    | Münnich Motorsport          | 2:25,635 | 2:25,767 | –        | 9       |
| 11 | 98 | Dušan Borković       | NIS Petrol by Campos Racing | 2:25,593 | 2:26,593 | –        | 21      |
| 12 | 3 | Tom Chilton          | ROAL Motorsport             | 2:25,813 | 2:26,918 | –        | 11      |
| 13 | 12 | Robert Huff          | Lada Sport Lukoil           | 2:27,042 | –        | –        | 12      |
| 14 | 33 | Ma Qinghua           | Citroën Total WTCC          | 2:27,044 | –        | –        | 13      |
| 15 | 14 | Michaił Kozłowski    | Lada Sport Lukoil           | 2:27,923 | –        | –        | 14      |
| 16 | 11 | James Thompson       | Lada Sport Lukoil           | 2:28,262 | –        | –        | 15      |
| 17 | 77 | René Münnich         | Münnich Motorsport          | 2:28,337 | –        | –        | 16      |
| 18 | 6 | Franz Engstler       | Liqui Moly Team Engstler    | 2:32,786 | –        | –        | 17      |
| 19 | 8 | Pasquale Di Sabatino | Liqui Moly Team Engstler    | 2:34,031 | –        | –        | 18      |
| 20 | 27 | John Filippi         | Campos Racing               | 2:34,963 | –        | –        | 19      |
| 21 | 55 | Norbert Nagy         | Campos Racing               | 2:35,013 | –        | –        | 20      |
| Poz. | Nr | Kierowca             | Konstruktor                 | Q1       | Q2       | Q3       | Poz. s. |
| \| Legenda \| Legenda \| \| ------------------------ \| ---------------------------------------------------------------------------------------------------------------------------------------------------------------------------------------------------------------------------------------------------------------- \| \| Poz. Nr Q1 Q2 Q3 Poz. s. \| Pozycja zajęta w sesji kwalifikacyjnej Numer startowy kierowcy Wynik uzyskany w pierwszej części kwalifikacji Wynik uzyskany w drugiej części kwalifikacji Wynik uzyskany w trzeciej części kwalifikacji Pozycja startowa po uwzględnięniu kar, przesunięć, itp. \| | |                      |                             |          |          |          |         |
| Legenda | |                      |                             |          |          |          |         |
| Poz. Nr Q1 Q2 Q3 Poz. s. | Pozycja zajęta w sesji kwalifikacyjnej Numer startowy kierowcy Wynik uzyskany w pierwszej części kwalifikacji Wynik uzyskany w drugiej części kwalifikacji Wynik uzyskany w trzeciej części kwalifikacji Pozycja startowa po uwzględnięniu kar, przesunięć, itp. |                      |                             |          |          |          |         |

### Wyścig 1

#### Wyścig
Źródło: Wyprzedź Mnie!
| P  | + / –     | Nr | Kierowca             | Konstruktor                 | Okr. | Czas / Strata | Komentarz |
| -- | --------- | -- | -------------------- | --------------------------- | ---- | ------------- | --------- |
| 1  | Bez zmian | 1  | Yvan Muller          | Citroën Total WTCC          | 9    | 22:09,364     |           |
| 2  | 1         | 37 | José María López     | Citroën Total WTCC          | 9    | +0:03,689     |           |
| 3  | 1         | 9  | Sébastien Loeb       | Citroën Total WTCC          | 9    | +0:04,318     |           |
| 4  | 5         | 10 | Gianni Morbidelli    | Münnich Motorsport          | 9    | +0:21,125     |           |
| 5  | 2         | 4  | Tom Coronel          | ROAL Motorsport             | 9    | +0:21,998     |           |
| 6  | 4         | 18 | Tiago Monteiro       | Castrol Honda WTCC          | 9    | +0:22,071     |           |
| 7  | 1         | 5  | Norbert Michelisz    | Zengő Motorsport            | 9    | +0:23,517     |           |
| 8  | 3         | 2  | Gabriele Tarquini    | Castrol Honda WTCC          | 9    | +0:24,350     |           |
| 9  | 12        | 98 | Dušan Borković       | NIS Petrol by Campos Racing | 9    | +0:30,094     |           |
| 10 | 1         | 3  | Tom Chilton          | ROAL Motorsport             | 9    | +0:30,940     |           |
| 11 | 2         | 33 | Ma Qinghua           | Citroën Total WTCC          | 9    | +0:31,821     |           |
| 12 | 8         | 7  | Hugo Valente         | Campos Racing               | 9    | +0:39,719     | [ 5 ]     |
| 13 | 5         | 25 | Mehdi Bennani        | Proteam Racing              | 9    | +0:45,992     | [ 6 ]     |
| 14 | Bez zmian | 14 | Michaił Kozłowski    | Lada Sport Lukoil           | 9    | +0:47,654     |           |
| 15 | 1         | 77 | René Münnich         | Münnich Motorsport          | 9    | +0:48,196     |           |
| 16 | 4         | 12 | Robert Huff          | Lada Sport Lukoil           | 9    | +0:57,311     |           |
| 17 | 2         | 11 | James Thompson       | Lada Sport Lukoil           | 9    | +1:09,895     |           |
| 18 | 1         | 6  | Franz Engstler       | Liqui Moly Team Engstler    | 9    | +1:28,674     |           |
| 19 | Bez zmian | 27 | John Filippi         | Campos Racing               | 9    | +1:42,573     |           |
| 20 | Bez zmian | 55 | Norbert Nagy         | Campos Racing               | 9    | +1:43,916     |           |
| 21 | 3         | 8  | Pasquale Di Sabatino | Liqui Moly Team Engstler    | 8    | +1 okr        |           |
| P  | + / –     | Nr | Kierowca             | Konstruktor                 | Okr. | Czas / Strata | Komentarz |

#### Najszybsze okrążenie
| Nr | Kierowca    | Konstruktor        | Czas     | Okr. |
| -- | ----------- | ------------------ | -------- | ---- |
| 1  | Yvan Muller | Citroën Total WTCC | 2:26,579 | 3    |

#### Prowadzenie w wyścigu
| Nr                              | Kierowca    | Okrążenia | Suma |
| ------------------------------- | ----------- | --------- | ---- |
| 1                               | Yvan Muller | 1-9       | 9    |
| \| Wykres \| \| ------ \| \| \| |             |           |      |
| Wykres                          |             |           |      |
|                                 |             |           |      |

### Wyścig 2

#### Wyścig
Źródło: Wyprzedź Mnie!
| P                 | + / –     | Nr | Kierowca             | Konstruktor                 | Okr. | Czas / Strata | Komentarz |
| ----------------- | --------- | -- | -------------------- | --------------------------- | ---- | ------------- | --------- |
| 1                 | 7         | 37 | José María López     | Citroën Total WTCC          | 9    | 22:16,645     |           |
| 2                 | 8         | 1  | Yvan Muller          | Citroën Total WTCC          | 9    | +0:03,097     |           |
| 3                 | Bez zmian | 4  | Tom Coronel          | ROAL Motorsport             | 9    | +0:08,409     |           |
| 4                 | 1         | 18 | Tiago Monteiro       | Castrol Honda WTCC          | 9    | +0:08,912     |           |
| 5                 | 4         | 9  | Sébastien Loeb       | Citroën Total WTCC          | 9    | +0:09,060     |           |
| 6                 | 5         | 10 | Gianni Morbidelli    | Münnich Motorsport          | 9    | +0:16,851     |           |
| 7                 | 3         | 5  | Norbert Michelisz    | Zengő Motorsport            | 9    | +0:17,929     |           |
| 8                 | 2         | 2  | Gabriele Tarquini    | Castrol Honda WTCC          | 9    | +0:19,026     |           |
| 9                 | 2         | 7  | Hugo Valente         | Campos Racing               | 9    | +0:20,500     |           |
| 10                | 2         | 3  | Tom Chilton          | ROAL Motorsport             | 9    | +0:21,187     |           |
| 11                | 9         | 25 | Mehdi Bennani        | Proteam Racing              | 9    | +0:22,296     |           |
| 12                | 3         | 14 | Michaił Kozłowski    | Lada Sport Lukoil           | 9    | +0:34,995     |           |
| 13                | Bez zmian | 12 | Robert Huff          | Lada Sport Lukoil           | 9    | +0:38,692     |           |
| 14                | 3         | 77 | René Münnich         | Münnich Motorsport          | 9    | +0:39,557     |           |
| 15                | 1         | 11 | James Thompson       | Lada Sport Lukoil           | 9    | +0:50,893     |           |
| 16                | 2         | 6  | Franz Engstler       | Liqui Moly Team Engstler    | 9    | +1:17,281     |           |
| 17                | 2         | 8  | Pasquale Di Sabatino | Liqui Moly Team Engstler    | 9    | +1:23,029     |           |
| 18                | 3         | 55 | Norbert Nagy         | Campos Racing               | 9    | +1:33,065     |           |
| 19                | 1         | 27 | John Filippi         | Campos Racing               | 8    | +1 okr        |           |
| Niesklasyfikowani |           |    |                      |                             |      |               |           |
|                   |           | 98 | Dušan Borković       | NIS Petrol by Campos Racing | 5    |               |           |
|                   |           | 33 | Ma Qinghua           | Citroën Total WTCC          | 4    |               |           |
| P                 | + / –     | Nr | Kierowca             | Konstruktor                 | Okr. | Czas / Strata | Komentarz |

#### Najszybsze okrążenie
| Nr | Kierowca         | Konstruktor        | Czas     | Okr. |
| -- | ---------------- | ------------------ | -------- | ---- |
| 37 | José María López | Citroën Total WTCC | 2:26,679 | 3    |

#### Prowadzenie w wyścigu
| Nr                              | Kierowca          | Okrążenia | Suma |
| ------------------------------- | ----------------- | --------- | ---- |
| 4                               | Tom Coronel       | 1-6       | 6    |
| 37                              | José María López  | 6-9       | 3    |
| 10                              | Gianni Morbidelli | 1         | 0    |
| \| Wykres \| \| ------ \| \| \| |                   |           |      |
| Wykres                          |                   |           |      |
|                                 |                   |           |      |